# Johann Gottlieb Fichte
Johann Gottlieb Fichte (Rammenau bij Bischofswerda, 19 mei 1762 – Berlijn, 29 januari 1814) was een Duitse filosoof en redenaar. Fichte werd geïnspireerd door Immanuel Kant en wordt gezien als de grondlegger en eerste grote representant van het Duits idealisme. Zijn werk valt tussen de kritiek van Kant en de geest van Hegel. Zijn zoon Immanuel werd theoloog en genoot later eveneens enige bekendheid als filosoof.

## Leven
Fichte werd geboren in Rammenau als eerste kind van linnenwever Christian Fichte en diens echtgenote Johanna Maria Dorothea. Als jonge knaap op het platteland hoedde hij ganzen en schapen en leerde hij uit de Bijbel tijdens de catechese. Zijn opmerkelijke begaafdheid werd ontdekt door Ernst Haubold von Miltitz, een edelman uit de omgeving. Met zijn steun kon Fichte een hogere opleiding genieten.
Na de Latijnse School in Meißen volgde hij als voorbereiding op de universiteit een schoolperiode aan het internaat van Schulpforta. Hier kwam Fichte onder meer in contact met de werken van Lessing en Rousseau. Zijn studies in theologie en rechten aan de universiteiten van Jena, Wittenberg en Leipzig kon hij door het verlies van financiële steun niet afmaken. Zonder diploma moest Fichte door het leven als arme huisleraar in Leipzig en vervolgens in Zürich (waar hij zich verloofde met Johanna Marie Rahn).
Rond 1790 kwam Fichte, terug in Leipzig, op verzoek van een student met het werk van Immanuel Kant in contact. De ontdekking van Kants filosofie was een kantelpunt voor Fichte als filosoof, dit gooide zijn leven om; hij brak zijn verloving af en reisde naar Königsberg om Kant te ontmoeten. In dezelfde periode schreef hij een werk in de stijl en kritische geest van Kant, Versuch einer Kritik aller Offenbarung. Kant was onder de indruk en raadde Fichte aan om het werk te laten drukken. Toen het geschrift eerst anoniem verscheen, was men ervan overtuigd dat het een werk van Kant betrof, maar Kant zelf zette deze misvatting recht in een openbaar bericht. Fichte werd op slag beroemd, trad in 1793 met Rahn in het huwelijk en begon aan de bouw van zijn eigen filosofisch systeem, de Wetenschapsleer (Wissenschaftslehre). Dit grondsysteem zou hij voor de rest van zijn leven blijven bewerken en in nieuwe versies heruitgeven.
Met de hulp van Goethe kon Fichte vanaf mei 1794 als hoogleraar in Jena doceren. Hij liet de Grundlage der gesamten Wissenschaftslehre, de eerste en invloedrijkste versie van zijn wetenschapsleer, als handboek voor zijn studenten drukken. Onder de studenten en bewonderaars bevonden zich Novalis, Friedrich Hölderlin, Friedrich Schelling en Friedrich Schlegel. In zijn tijd als hoogleraar breidde hij zijn systeem verder uit met nieuwe publicaties en artikelen (in het Philosophisches Journal van Niethammer) en nam hij het op tegen de lokale studentenorden. Rond Fichte ontstond ook een studentenvereniging met de naam Bund der freien Männer, waarin onder meer zijn studenten Johann Erich von Berger en August Ludwig Hülsen zetelden. Omtrent 1798 kwam Fichte door zijn artikel Über den Grund unseres Glaubens an eine göttliche Weltregierung terecht in een strijd die sindsdien bekendstaat als de Atheismusstreit. Als gevolg van deze strijd gaf hij met de eeuwwisseling zijn academische positie op en trok hij met zijn vrouw naar Berlijn. Fichtes ster was gezonken, en er volgden in de daaropvolgende jaren heel wat breuken met vroegere contacten zoals Reinhold, Schelling en Jacobi.
Dit luidde een periode in die in de academische wereld bekendstaat als de late Fichte. In deze tijdsspanne maakte zijn wetenschapsleer een sterke verandering door (minstens in de uitdrukking ervan). Zijn systeem probeerde hij nog uit te dragen in georganiseerde voorlezingen. Na de nederlaag van Pruisen tegen Napoleon in 1806 vluchtte Fichte oostwaarts, om later in 1807 terug te keren naar Berlijn en in 1808 zijn retorisch meesterwerk voor te dragen, de Reden an die Deutsche Nation. De Reden is een verzameling toespraken over de Duitse eigenheid en de uitlijning van een gedegen morele staatsopvoeding. Fichte baarde andermaal opzien en schopte het naast lidmaatschap van de Bayerische Akademie tot filosofisch decaan en later nog tot eerste rector van de nieuwe universiteit van Berlijn, een positie die hij vanwege conflicten ook weer vroegtijdig opgaf.
Toen in 1813 de Freiheitskrieg tegen Napoleon uitbrak, stelde Fichte tijdelijk zijn voorlezingen uit. Zijn verzoek om als veldredenaar het bevrijdingsleger te mogen vergezellen, werd niet ingewilligd. Hij nam wel onder meer deel aan de oefeningen van de nieuwe Landsturm. Zijn vrouw Johanna werkte als vrijwilliger in de ziekenzorg en liep een ziekte op waarmee ze later haar man aanstak. Fichte overleefde deze periode van langdurige ziekte niet en overleed uiteindelijk op 29 januari 1814 in Berlijn.

## Filosofie: de wetenschapsleer (1804)
Centraal in het filosofisch oeuvre van Fichte staat de 'wetenschapsleer' (Wissenschaftslehre/logologia) die hij is blijven bewerken en uitgeven tot aan zijn dood in 1814. Fichte hanteerde deze benaming omdat die volgens hem het best de essentie van zijn transcendentaalfilosofie uitdrukte: het systematisch ontwikkelen van een zo hoog en zuiver mogelijk inzicht in het (zelf)scheppend proces en de eenheid van het weten. 'Weten' duidt hier niet op a posteriori kennis, maar op a priori evidentie die zichzelf voortbrengt (zonder beroep te moeten doen op de empirie). Het is tegelijk een doorgedreven abstracte bezinning op het proces van filosoferen zelf. Fichte oriënteerde zijn project voor het eerst in het programmaschrift Über den begriff der Wissenschaftslehre oder der sogenannten Philosophie (1794). Hoewel hij zelf de voorgedragen wetenschapsleer van 1804 als de eerste voleindigde versie bestempelde heeft de gedrukte Grundlage der gesamten Wissenschaftslehre van 1794/95 de grootste invloed gehad op de intellectuele wereld van zijn tijd.
Als filosoof wilde Fichte het grondinzicht van de moderne kritische filosofie van Kant ontwikkelen en van een betere, systematische uitdrukking voorzien. Het doel van de wetenschapsleer is de verborgen wortel van Kants filosofie verder te onderzoeken en de verschillende aspecten van ons denken in hun samenhang te demonstreren. Naast de ontwikkeling van zijn inzicht tot een systeem wilde hij zijn visie ook aan een breder publiek voordragen in de vorm van lezingen en toespraken. De alfa en omega van deze visie is de vraag naar de Bestimmung van de mens. De mens is een eindig wezen maar heeft potentieel tot Vernunft, goede wil en liefde voor het absolute; hij/zij kan in bezinning tot hoger inzicht komen en overgaan tot intrinsiek handelen en bilden naar de Idee. In plaats van het formeel ontologisch begrip van een dode God, substantie of ziel buiten ons te verafgoden (waar de dogmatische religies en -filosofieën zich schuldig aan maken) of terug te buigen op ons individueel ego vindt Fichte betekenis, waarde en geluk in ons intrinsiek leven, werken en streven naar de idealen van het ware en goede. Dit leven kan enkel intern begrepen en beoordeeld worden, en uit zich onder meer in de filosofische bezinning zelf. Deze hoofdgedachte van ethisch-religieuze transformatie en -ontwikkeling werd uitgedragen in lezingen zoals Die Grundzüge des gegenwärtigen Zeitalters (1804-1805), Über das Wesen des Gelehrten (1805) en Die Anweisung zum seligen Leben oder auch die Religionslehre (1806). Deze neerslag van zijn denken werkte onder meer door in enkele werken van de Schotse schrijver Thomas Carlyle, zoals Sartor Resartus (1836) en On Heroes, Hero-Worship, and The Heroic in History (1841).
Als academisch project moet de (transcendentaal)filosofie ernaar streven om een wetenschappelijk Ἓν καὶ Πᾶν systeem rond dit grondinzicht uit te bouwen. Uit een eerste en hoogste, onomstotelijk principe dat zichzelf voortbrengt en begrondt moeten alle andere mogelijke principes en zuivere denkvormen a priori analytisch afgeleid worden. Om de gezochte wortel en omvattende eenheid van het systeem te ontdekken moet het systeem echter eerst synthetisch werken; het moet de veelheid aan onderscheiden denkvormen en principes herleiden tot een inzicht in het absolute, dat in zichzelf gesloten (immanent), onveranderlijk en evident waar is, en waaruit alle scheiding en veelheid vanzelf begrepen en genetisch afgeleid kan worden. Om deze hoogste synthese te voltrekken moeten de contradicties, dichotomieën en paradoxen van het bewustzijn en haar vele relatieve perspectieven met de kritische rede aangeduid en ontmanteld worden als ongegrond en eenzijdig. Opklimmend worden de verschillende faktische vooronderstellingen van realistische en idealistische zienswijzen tegen elkaar uitgespeeld, en hun respectievelijke premissen en concepten van het absolute als problematisch en ontoereikend blootgelegd. Zo wordt bv. het geprojecteerd Ansich in zijn relatie tot het bewust Nichtansich geproblematiseerd (als een Nicht-nicht an sich). Deze kritiek op o.m. de dogmatische metafysica en de onbegronde proiectio per hiatum irrationalem van een dood zijnsobject heeft Fichtes denken sinds zijn Aenesidemus recensie van 1793 beheerst. Dit kritisch proces van abstractie moet men doorzetten tot het culmineert in een Wahrheits= und Vernunftlehre, waarin de hoogste eenheid wordt aangeduid die alle eenzijdigheid overstijgt. De absolute en oorspronkelijke eenheid van zijn en bewustzijn noemt Fichte reines Wissen (Gewißheit an und für sich) ofwel -Vernunft. In een samenvattende brief verwijst Fichte ook naar de Logos, een term die in het Evangelie volgens Johannes centraal staat. Het komt erop aan om deze oorspronkelijke eenheid niet als louter faktisch evident of -noodzakelijk maar verder ondoorgrondelijk af te doen in een synthesis post factum (waar o.m. Kant en zijn aanhangers zich volgens Fichte schuldig aan maken), maar deze tot in zijn (zelf)genetische kern energisch te doordringen. Het ware absolute is geen dood object maar een levende, zichzelf voortbrengende en uitdrukkende werkzaamheid/kracht. Elke poging tot objectieve beschrijving of -voorstelling ervan leidt onvermijdelijk tot een projectie, (Ab)bild of Nachkonstruktion die niet samenvalt met het absolute zelf. Het absolute kan dus niet mittelbar in een dood begrip gevat of geobjectiveerd worden. In plaats daarvan moet men het Bild als Bild/Konstruktion als Konstruktion doordringen, en moet het begrip zichzelf ver-niet-igen. Het ware absolute is een actief vernünftig-sein dat enkel unmittelbar geleefd/ervaren kan worden in (zelf)genetische beschouwing ofwel (selbst)intelligieren (was wir selbst innerlich sind, treiben und leben). Wie deze transcendentale beschouwing werkelijk innerlijk voltrekt valt ermee samen en ziet meteen het zelfbegrondend en ultiem karakter ervan in. Men ziet mee in dat het bereiken van dit inzicht het enige absolute doel op zich is, en dat het absolute als levend principe zich oorspronkelijk en zelfstandig projecteren moet, al kunnen wij het hoe van deze absolute genese zelf niet analyseren of begrijpen. Het systeem kan wel overgaan tot een Erscheinungs= und Scheinlehre (Phänomenologie) en zuiver a priori de ondergeschikte trappen aan immanente modificaties (ofwel 'fenomenen') die daarbij uit de eenheid eensklaps organisch voortvloeien in hun genese analytisch Nachkonstruiren en verklaren volgens de wetten van het bewustzijn als noodzakelijke Effekte en mogelijkheidsvoorwaarden voor de realisatie van het absolute weten en de Erscheinung van het absolute in een representatief Bild van zijn wezen. Zo worden de oerfenomenen van het denken (de intuïtie van ons vrije denken en streven, de zinnelijke wereld, tijd en ruimte etc.) in hun samenhang afgeleid, en in hun ontstaan verklaard en gerechtvaardigd. Enkel deze en andere fenomenen die zodanig uit het eerste principe volgen hebben strikt wetenschappelijke geldigheid, en worden zo streng gescheiden van niet onderbouwde, inconsistente hersenspinsels. Dit leidt tot het inzicht dat deze onderscheiden fenomenen, die men typisch voor wezenlijk en waar aanneemt, door het intuïtief bewustzijn gemaakt worden met het (projecterend) verstand, en enkel in het 'secundair' bewustzijn en -begrip faktisch bestaan en gelden. Men kan de schijn van hun zelfstandigheid en geldigheid an sich desondanks niet opgeven in het dagelijks bestaan, net zomin als de manifestatie van de rede afscheidbaar is van het objectiverend bewustzijn. Zelfs in filosofische abstractie kunnen we niet helemaal boven de gespletenheid van ons reflexief (zelf)bewustzijn uitstijgen. Men laat zich echter niet langer meeslepen door de filosofische mysteries, tegenspraken en verwarringen die daaruit volgen. De voltrekking van dit lebendiger (Total)begriff moet de filosofie zo afsluiten en tot de orde van wetenschap en verworven weten verheffen. Deze filosofische wetenschap heeft niet de pretentie onze wetenschappelijke kennis uit te breiden, maar de noodzakelijke en kritisch gerechtvaardigde elementen van ons denken als zodanig in hun betekenis en samenhang te demonstreren, en zo het objectief filosofisch begrip te voleindigen.
Fichte zelf is altijd blijven beweren dat zijn filosofie in geest dezelfde is gebleven. Niettemin was hij er zich ook van bewust dat de uitdrukking van het inzicht altijd voor verbetering en variatie vatbaar zou zijn. Doorheen de verschillende uitgaven lijkt hij steeds te zoeken naar nieuwe uitdrukkingen en bewoordingen voor het overbrengen en aanwakkeren van filosofisch inzicht onder zijn toehoorders. Daarnaast was het een didactisch/strategisch middel van Fichte om het systeem telkens als nieuw uit te dragen en regelmatig van perspectief en expressie te veranderen. Op deze manier bleef het publiek enerzijds niet vastklampen aan de letter. Anderzijds was er meer kans dat er uit een varia van perspectieven en expressies uiteindelijk een licht zou ontsteken in de geest van de toehoorder. Filosofisch inzicht is volgens Fichte namelijk niet gebonden aan de letter of het teken, dat telkens wijzigt; het is de geest achter de letter, en overstijgt als zodanig de letter en het schrift. Het wezenlijk (transcendentaal) inzicht kan enkel gevat worden in de voltrekking en reproductie ervan in de geest van de toehoorder. Om hierin succesvol te zijn, moet de student van de wetenschapsleer een oprechte en ernstige interesse voor het eeuwig ware op zich hebben, en kritisch en actief voor zichzelf kunnen denken; hij/zij moet met volle aandacht zijn inzichten innerlijk reconstrueren en eigen maken in hun organische samenhang, opdat het geheel dynamisch gevat en beoordeeld kan worden. Dit levend inzicht (lebendiges Bild) is de werkelijke wetenschapsleer die verscholen ligt achter de verschillende uitgaven en terminologieën. De verschillende vormen van presentatie zijn maar een voortgezet middel om tot dit inzicht te komen, en hebben geen waarde op zich; eenmaal het inzicht en absolute weten bereikt is, komt het filosoferen tot een einde en wordt de wetenschapsleer (in specie) als ladder achterwege gelaten.
Naast de nadruk op een levend inzicht (boven een louter formeel, dood begrip) betreffen andere typerend kenmerken van Fichtes filosofie de voorkeur van het gesproken(/levend) boven het geschreven(/dood) woord in filosofisch onderwijs, alsook de transformerende en belevende kracht van waar inzicht; wie filosofisch inzicht eigen maakt en in-ziet verandert ook als mens, en verandert zijn leven en handelen in de wereld. Deze attributen doen denken aan de dialogen- en filosofie van Plato. De filosoof-leraar moet dit inzicht bemiddelen en doorgeven aan de studenten en toekomstige onderwijzers, leiders en vormgevers van de wereld (Bildung). Het is daarbij belangrijk om niet vanuit de leerstoel als een ivoren toren te prediken, maar in levende interactie met het publiek te controleren of dit inzicht tot hen doordringt, en bij te sturen waar dat nodig is. Dit is dan ook hoe Fichte aan zijn interactieve colleges en -hoorzittingen vorm gaf.

## Citaat
- De meeste mensen zouden nog eerder geloven dat ze een stuk lava op de maan zijn dan een Ik. [50]